# باباخوارزم مجیر
باباخوارزم مجیر، روستایی از توابع بخش مرکزی شهرستان پلدختر در لرستان ایران است.

## جمعیت
این روستا در دهستان جایدر قرار دارد و براساس سرشماری مرکز آمار ایران در سال ۱۳۸۵، جمعیت آن ۱۵ نفر (۲۱خانوار) بوده‌است.